# محمود عارف
محمود بن عبد الخير عارف، أديب وشاعر سعودي، رائد من منطقة تهامة، ولد في جدة عام 1909م، تلقى تعليمه بمدارس الفلاح، وعمل استاذا فيها، تنقل في عدد من الوظائف الحكومية، حتى عيّن في مجلس الشورى بمكة. عمل رئيساً لتحرير جريدة عكاظ في بداية قيام المؤسسات الصحافية، عضو سابق في النادي الأدبي الثقافي بجدة. تحصل على وثيقة الإبداع الأدبي من رابطة الأدب الحديث بالقاهرة، وانتهت خدماته التربوية عام 1350هـ، ولكنه استمر في عضوية مجلس الشورى بتوجيهٍ من الملك فيصل بن عبدالعزيز آل سعود.

## شاعريته
«ينتمي الشاعر محمود عارف إلى الجيل الثاني من الشعراء السعوديين، فقد اتسمت تجربته في بعض مناحيها بالمنحى الرومانسي. ولم يخرج الشاعر في روايته عن شكل العروض الخليلي. فهو كلاسيكي من حيث الشكل، غير أن لغته تتسم بمعجم عصري، يقدم من خلالها موضوعات في قضايا وتحولات اجتماعية وتاريخية تحكمها دائمًا رؤية الشاعر الفلسفية. ولم يغفل الشاعر نهج كثير من شعراء جيله في التطرق إلى قضايا كثيرة، بعضها يتعلق بمناسبات عامة كالحج والعيدين، وبعضها قضايا إنسانية عامة تتجلى فيها روحه وقلقه وتوقه إلى عالم المثل العليا. فشعره صدى لكثير من المناسبات الوطنية والعربية والإنسانية. وهو شاعر متحد مع النسق العام لمحيطه الاجتماعي، ولظرفه التاريخي. تعددت دواوينه، وبقي صوته متمسكًا برؤية واضحة ينوع تناولها، لكن جوهرها ثابت».

## من مؤلفاته
أصدر أكثر من اثنى عشر مؤلفاً مطبوعاً منها ثمانية دواوين شعرية وهي:
- ديوان المزامير.
- ديوان الشاطئ والسراة.
- ديوان في عيون الليل.
- ديوان على مشارف الزمن.
- ديوان الروافد.
- ديوان أرج ووهج.
- ديوان أيام العمر.
- ديوان مدينتي جدة.
- ديوان مشاعر على الضفاف.
- ديوان الفردوس الحالم.
- ديوان العبور.
- مجموعة نثرية بعنوان: أصداء قلم.
- مجموعة نثرية بعنوان: ليل ونهار.
- مجموعة نثرية بعنوان: أكثر من فكرة.
- مجموعة نثرية بعنوان: أوراق منسية.
- مجموعة نثرية بعنوان: حصاد الأيام.
- وكتاب عن صديقة الشاعر علي عوض علي.[4]

## من قصائده
- من قصيدته «نداء الحرية»:

- وقال في قصيدته «ظلم الإنسان للإنسان»: